# 芳文社KR文庫
芳文社KR文庫（ほうぶんしゃケーアールぶんこ）は、芳文社から2007年3月に創刊され刊行されていたライトノベル系文庫レーベル。
同社の4コマ漫画雑誌・まんがタイムきらら系各誌に連載されている作品のノベライズを中心に刊行。
レーベル名の「KR」は本来「きらら」の意味であるが、商標上の理由からこの表記になっていた（まんがタイムきらら#まんがタイムKRコミックスを参照）。
新人賞は開催しておらず、各タイトルの巻末掲載広告で新人作家の原稿持ち込みを募集している。募集要項には「400字詰め原稿用紙35枚程度の短編連作を5本程度」「魅力的な女の子が活躍するお話」などユニークな条件が提示されており、後者の条件は母体であるまんがタイムきららの編集方針に沿ったものであると考えられる。ただし、2008年以降は本レーベルからの新刊は出ておらず本レーベルでデビューした新人作家も存在しない。

## 作品一覧
カッコ内は「著者/原作・イラスト」。また、一覧は刊行順。
1. ひだまりスケッチノベル ようこそひだまり荘へ（日暮茶坊/蒼樹うめ）
2. かみさまのいうとおり!ノベル　おやすみの日のすごしかた（神代いづみ/湖西晶）
3. ねこきっさノベル 特選!ランチBOX（時野つばき/ととねみぎ）
4. 三者三葉ノベル 葉子様の夏休み（斎藤ゆうすけ/荒井チェリー）
5. 落花流水ノベル 花落知多少（秋月ひろ/真田一輝）
6. ドージンワークノベル 彼の愛情、彼女の欲望（坂東真紅郎/ヒロユキ）
7. ひだまりスケッチノベル ひだまりSchool Life（日暮茶坊/蒼樹うめ）

## その他
2012年4月にまんがタイムKRノベルスとして『魔法少女まどか☆マギカ』（一肇・著、ニトロプラスから発売された同名アニメのノベライズの装丁を変更し書店流通に乗せた物）が発売された。